# Triaenodes corynotrus
Triaenodes corynotrus är en nattsländeart som beskrevs av Arturs Neboiss och Wells 1998. Triaenodes corynotrus ingår i släktet Triaenodes och familjen långhornssländor. Inga underarter finns listade i Catalogue of Life.